# Căn cứ hỏa lực Jay
Căn cứ hỏa lực Jay là căn cứ hỏa lực cũ của Quân đội Mỹ nằm ở phía tây bắc tỉnh Tây Ninh, Việt Nam Cộng hòa.

## Lịch sử
Căn cứ hỏa lực này lần đầu tiên được Trung đoàn 7 Kỵ binh thành lập vào tháng 3 năm 1970, cách Núi Bà Đen 45 km về phía tây bắc và cách biên giới Campuchia khoảng 5 km.
Ngày 29 tháng 3 năm 1970, căn cứ này do các Đại đội A và E, Tiểu đoàn 2, Trung đoàn 7 Kỵ binh, Khẩu đội B, Tiểu đoàn 2, Trung đoàn 12 Pháo binh và Khẩu đội B, Tiểu đoàn 2, Trung đoàn 19 Pháo binh trấn đóng. Vào khoảng 4 giờ 15 phút, Trung đoàn 272 Quân đội Nhân dân Việt Nam (QĐNDVN) đã dùng súng cối, rocket và súng trường không giật tấn công căn cứ này, rồi bắn trúng sở chỉ huy và phá hủy hệ thống liên lạc. Tiểu đoàn trưởng là Trung tá Hannas bị thương nặng, mất cả hai chân trong đợt pháo kích ban đầu. Sau đó, QĐNDVN bèn tung bộ binh tiến đánh vành đai căn cứ nhưng liền bị đẩy lui vào lúc rạng sáng. Tổn thất của quân Mỹ là 13 người chết, trong khi 74 người lính QĐNDVN thiệt mạng được tìm thấy bên trong và xung quanh căn cứ.

## Hiện tại
Căn cứ này hiện nay đã trở lại thành đất nông nghiệp.